# Godzilla: Planet der Monster
Godzilla: Planet der Monster (japanisch GODZILLA 怪獣惑星 Gojira: Kaijū Wakusei) ist ein japanischer, computeranimierter Anime aus dem Jahr 2017. Regie in dem von den Tōhō-Studios produzierten Film führten Kōbun Shizuno und Hiroyuki Seshita.
Die Animationen wurden von Polygon Pictures ausgeführt. Der Anime ist insgesamt der 32. Film des Godzilla-Franchises, der 30. Film, der von Tōhō produziert wurde, und der erste Animationsfilm der Filmreihe. Godzilla: Planet der Monster ist der erste Teil einer Anime-Trilogie. Er erschien am 17. November 2017 in Japan und am 17. Januar 2018 wurde er am VoD-Anbieter Netflix weltweit veröffentlicht. Die Fortsetzung Godzilla: Eine Stadt am Rande der Schlacht kam am 18. Mai 2018 in die japanischen Kinos.

## Handlung
Im letzten Sommer des 20. Jahrhunderts beginnen riesige Monster, die aus dem Nichts auftauchen, die Erde zu zerstören. Eines Tages erscheint Godzilla, der diese zwar besiegt, aber auch der Menschheit immensen Schaden zufügt. Zwei humanoide Spezies landen auf der Erde: Die Exif, die mit ihrer Religion den Menschen helfen wollen, und die Bilusaludo, die versprechen, Godzilla zu vernichten, wenn sie dann auf der Erde siedeln dürfen. Beide scheitern – und so müssen sie mit den Menschen die Erde verlassen und in das Weltall fliehen, um neue Planeten zu finden, wo sie überleben können.
20 Jahre später und 11,9 Lichtjahre von der Erde entfernt sitzt Captain Haruo Sakaki wegen einer Befehlsverweigerung in Gefangenschaft. Er hat sich geweigert, ein Shuttle mit alten Personen auf einen unbewohnbaren Planeten zu fliegen. Das hätte ihren sicheren Tod bedeutet. Die Alten brechen trotzdem auf, bis nach wenigen Minuten das Shuttle tatsächlich explodiert. Metphies, ein Exif-Priester, überbringt Haruo geheime Daten über Godzilla, woraufhin dieser anonym eine wissenschaftliche Abhandlung veröffentlicht, wie das Monster zu besiegen sei.
Aufgrund vieler Probleme mit Nahrung und Energiereserven und der Ausweglosigkeit, in den nächsten Jahrzehnten überhaupt einen bewohnbaren Planeten zu finden, beschließt das Komitee, das die Geschicke der Exilanten leitet, zur Erde zurückzukehren. Haruo scheint eine plausible Lösung gefunden zu haben, wie Godzilla beizukommen sei. 
Das Raumschiff kehrt daraufhin zur Erde zurück. Diese hat sich seit der Flucht der Menschen aber grundlegend verändert, denn es sind seit ihrer Abreise auf dem Planeten über 19.000 Jahre vergangen. Die Erde gleicht in keiner Weise mehr jenem Planeten, der früher die Heimat der Menschen gewesen ist. Auf ihrer Oberfläche kommt es schließlich zu einem Showdown zwischen Menschheit auf der einen und Godzilla auf der anderen Seite.

## Synchronisation
Für den Film existieren zwei deutsche Synchronfassungen. Für die erste Veröffentlichung auf Netflix 2018 gab der Streaminganbieter eine Synchronfassung beim CSC-Studio Hamburg in Auftrag. Im Frühjahr 2021 folgte die Heimvideoveröffentlichung auf Blu-ray und DVD, für welche KSM Anime eine neue Synchronfassung beim Berliner Studio Think Global Media produzieren ließ. Die Synchron-Regie bei dieser Fassung wurde von Gordon Rijnders geführt.
| Rolle               | japanischer Sprecher (Seiyū) | deutscher Sprecher (Netflix) | deutscher Sprecher (DVD/BD) |
| ------------------- | ---------------------------- | ---------------------------- | --------------------------- |
| Haruo Sakaki        | Mamoru Miyano                | Jesse Grimm                  | Tim Schwarzmaier            |
| Metphies            | Takahiro Sakurai             | Daniel Schütter              | Julien Haggège              |
| Yuko Tani           | Kana Hanazwa                 | Franciska Friede             | Peggy Pollow                |
| Marin Lazzari       | Tomokazu Sugita              | Marcus Just                  | David Turba                 |
| Adam Bindewald      | Yuuki Kaji                   | Patrick Bach                 | Arne Stephan                |
| Mulu-Elu Galu-Gu    | Jun'ichi Suwabe              | Martin Sabel                 | Marco Kröger                |
| Rilu-Elu Belu-Be    | Kenta Miyake                 | Kai Henrik Möller            | Peter Sura                  |
| Umberto Mori        | Ken'yuu Horiuchi             | Wolfgang Berger              | Klaus-Dieter Klebsch        |
| Halu-Elu Dolu-Do    | Kazuya Nakai                 | Mark Seidenberg              | Hanns Jörg Krumpholz        |
| Endurphe            | Kazuhiro Yamaji              | Oliver Geilhardt             | Peter Flechtner             |
| Takeshi J. Hamamoto | Kanehira Yamamoto            | Tim Grobe                    | Frank Röth                  |
| Eliott Leland       | Daisuke Ono                  | Robert Knorr                 | Nicolas Böll                |

## Rezeption
- Lexikon des internationalen Films: „Ein visuell ansprechender Anime um die nicht tot zu bekommende japanische Monster-Ikone als Auftakt einer Trilogie. Die Charaktere inklusive der Riesenechse bleiben allerdings dünn und die Handlung führt überwiegend Motive ein, statt auf eine spannende Entwicklung zu achten.“[3]